# Crush 'Em
«Crush ´Em» es una canción de la banda de heavy metal Megadeth y el primer sencillo de su octavo álbum de estudio llamado Risk. 

## Información general
Como la pista n º 4 sobre del álbum Risk, es preludio de "entrar en la arena", que prefigura el riff de guitarra coro y la multitud canto de "Crush 'Em". En cuanto al estilo de la canción, el vocalista Dave Mustaine dijo a MTV News: "Estamos entrando en un terreno que nunca hemos estado antes." Y añadió: "Creo que la mejor parte de esto es que es una buena canción ... Es el tipo de canción que me imagino que queriendo escuchar mientras yo estaba golpeando a alguien sin sentido".
"Crush 'Em" apareció en el álbum compilatorio Capitol Punishment: The Megadeth Years y Warchest, sin embargo, no fue incluido en Greatest Hits: Back to the Start, en la que las pistas se han dictado en gran medida a través de una encuesta de fanes en Internet y no está incluida en Anthology: Set The World Afire.

El director de Universal Soldier: The Return; inicialmente quería que "Crush 'Em" fuera la canción de la película protagonizada por Jean-Claude Van Damme y el luchador profesional Bill Goldberg. Al escuchar la canción, Goldberg, un gran fan de Megadeth, habló con funcionarios de su empleador, la World Championship Wrestling (WCW), y los convenció de que la banda realiza en vivo en el 5 de julio de 1999 una edición en Monday Nitro. 
Mustaine, un cinturón negro y fan de los Coyotes de Phoenix de la NHL, ha calificado a "Crush 'Em" como la canción oficial de la NHL de Megadeth. Él escribió la canción sobre todo como un tema de hockey. " Mustaine agregó: "Yo pensé, 'tal vez podamos hacer algo que sea explosivo y estimulante." Así que hicimos 'Crush' Em ". Después de ofrecer a los Coyotes canciones que se negaron a utilizar, la banda decidió dar "Crush 'Em" a la NHL , que optó por utilizarlo en las pantalla gigantes de la siguiente temporada. Aparte de apariciones en la WCW y la NHL, "Crush 'Em" se convirtió en una canción favorita en la Liga Mayor de Béisbol y la NFL. Apareció en la NHL en el Juego de Estrellas! en el año 2000.
La canción también fue utilizada como tema para el videojuego UFC lanzado en 2000 para Dreamcast y PlayStation. [5]
El "Crush 'Em" video fue filmado en San Pedro, California a principios de junio de 1999. Dirigida por Len Wiesman, que fue filmado por casualidad en el mismo edificio de Agua y Energía como el de "Hangar 18", y el video tiene un post-apocalíptico, es establecimiento industrial que recuerda a su predecesor.
- Datos: Q2606793